# Stefan Ilzhöfer
Stefan Alexander Ilzhöfer (Kirchheim unter Teck, 22 marzo 1995) è un cestista tedesco.

## Palmarès
- ProA: 1

Rostock Seawolves: 2021-2022